# 277 Elvira
Elvira è un asteroide della fascia principale del diametro medio di circa 27,19 km. Scoperto nel 1888, presenta un'orbita caratterizzata da un semiasse maggiore pari a 2,8856389 UA e da un'eccentricità di 0,0872747, inclinata di 1,16215° rispetto all'eclittica.
Stanti i suoi parametri orbitali, è considerato un membro della famiglia Coronide di asteroidi.
Il suo nome è dedicato ad un personaggio dei romanzi Méditations poétiques (1820) e Harmonies poétiques et religieuses (1830) di Alphonse de Lamartine.